# Plesiopelma absconditum
Plesiopelma absconditum is een spinnensoort uit de familie van de vogelspinnen (Theraphosidae).
De wetenschappelijke naam van de soort werd in 2024 gepubliceerd door Nelson Edgardo Ferretti, Micaela Nicoletta en Daniela Soresi.
De soort komt voor in Argentinië.